# 戸田エリナ
戸田 エリナ（とだ えりな、1989年2月8日 - ）は、日本のAV女優。身長：160cm 、スリーサイズ：B87・W59・H88。
趣味：料理・映画鑑賞・ショッピング　特技：ピアノ　好きな食べ物：シュークリーム・フルーツ

## 略歴
神奈川県出身。2007年11月「新人　戸田エリナ 完全版」でAVデビュー。AVフリークの2008年1月号でインタビューの掲載及び表紙を飾った。

## 出演作品
- 新人　戸田エリナ　完全版（2007年11月16日、ミリオン）
- 初体験 戸田エリナ 完全版（2007年12月17日、ミリオン）
- 変身 戸田エリナ 完全版（2008年1月18日、ミリオン）
- リアルSEX 戸田エリナ 完全版（2008年2月18日、ミリオン）
- 限界点 超デジモ＋イカセチャレンジ 戸田エリナ 完全版（2008年3月17日、ミリオン）
- BLACK ERINA VER.痴女 戸田エリナ（2008年4月18日、ミリオン）
- WHITE ERINA VER.陵辱 戸田エリナ（2008年5月16日、ミリオン）
- 見たこともないSEXとドスケベ騎乗位 戸田エリナ【合計】6本番 ～エリナの全て～（2008年6月28日、ミリオン）※総集編 撮りおろしシーンあり
- ミリオンスーパースター Hi-Quality BEST 10（2009年1月30日、ミリオン）
- スーパーアイドルお仕事コスBEST（2009年2月20日、ミリオン）
- 戸田エリナ Blu-ray BEST（2009年6月26日、ミリオン）